# Philibert Nang
Pour les articles homonymes, voir Nang (homonymie).
Philibert Nang, né en 1967, est un mathématicien gabonais connu pour ses travaux en algèbre (D-modules, correspondance de Riemann–Hilbert).

## Biographie
Philibert Nang a obtenu son doctorat de l'université Pierre-et-Marie-Curie en 1996, sous la supervision de Louis Boutet de Monvel, avec une thèse intitulée D-modules holonomes réguliers liés au groupe des similitudes.
Au début des années 2000, il travaille à l'Institut de mathématiques de l'université de Tsukuba au Japon puis jusqu'en mars 2010 à l'Université de Masuku de Franceville. Il a été un membre visiteur à l'Institut Max-Planck de mathématiques, à l'Institut des hautes études scientifiques (2008) et à l'Institut Tata de recherche fondamentale. Il donne également des conférences à l'African Institute for Mathematical Sciences en Afrique du Sud et il est conseiller du Pôle de recherche en mathématiques et leurs applications dans la sécurité de l'information (PRMAIS), une association de mathématiciens de l'Afrique subsaharienne, dont l'objectif est la promotion des mathématiques.
En 2015 il travaille au Laboratoire de recherche en mathématiques de l'École normale supérieure à Libreville.

## Prix et distinctions
Philibert Nang est actuellement le président de la Société mathématique du Gabon.
Philibert Nang remporte en 2011 le prix ICTP Ramanujan pour ses recherches en mathématiques, et parce qu'il les a effectuées au Gabon, le Centre international de physique théorique a déclaré: « Il est à espérer que son exemple inspire d'autres jeunes mathématiciens africains à travailler au plus haut niveau, tout en étant basé en Afrique. ».
En 2012 il reçoit l'Ordre national du Mérite du Gabon.
Il reçoit le prix Omar Bongo Ondimba de la recherche scientifique et technologique lors de la 4e édition du prix du Centre national de la recherche scientifique et technologique (CENAREST).

## Sélection de publications
- On the classification of regular holonomic {\displaystyle D}-modules on skew-symmetric matrices pdf, dans Journal of Algebra, Volume 356, Numéro 1, 2012, p. 115-132.
- {\displaystyle D}-modules associated to the determinantal singularities, dans Proceedings of the Japan Academy, série A, Volume 80, Numéro 5, 2004, p. 74-78.
- {\displaystyle D}-modules associated to the group of similitudes, dans Publications of the Research Institute for Mathematical Sciences, Volume 35, Numéro 2, 1999, p. 223-247.
- {\displaystyle D}-modules associated to {\displaystyle 3\times 3} matrices, dans Comptes rendus hebdomadaires des séances de l'Académie des sciences, Vol. 338, n°2, 2004, p. 139–144.
- {\displaystyle D}-modules associated to the projective space of {\displaystyle n\times n} matrices, dans Comptes rendus hebdomadaires des séances de l'Académie des sciences, Vol. 340, n°10, 2005, p. 725–730.
- avec Kiyoshi Takeuchi: Characteristic cycles of perverse sheaves and Milnor fibers, dans Mathematische Zeitschrift, Volume 249, n°3, 2005, p. 493–511.

Addendum to the paper „Characteristic cycles of perverse sheaves and Milnor fibers“, dans Mathematische Zeitschrift, Vol. 250, n°3, 2005, p. 729.
- Algebraic description of {\displaystyle D}-modules associated to {\displaystyle 3\times 3} matrices, dans Bulletin des Sciences Mathématiques, Vol. 130, n°1, 2006, p. 15–32.
- {\displaystyle D}-modules on the complex projective space {\displaystyle CP^{n-1}} associated to a quadric, dans Comptes rendus hebdomadaires des séances de l'Académie des sciences, Vol. 342, n°6, 2006, p. 387–392.
- On a class of holonomic {\displaystyle D}-modules on {\displaystyle M_{n}(\mathbb {C} )} related to the action of {\displaystyle GL_{n}(\mathbb {C} )\times GL_{n}(\mathbb {C} )}, dans Advances in Mathematics, Vol. 218, n°3, 2008, p. 635–648.
- {\displaystyle D}-modules on a class of {\displaystyle G}-representations. 2014.
- {\displaystyle D}-modules on a representation of {\displaystyle Sp(2n,\mathbb {C} )\times GL(2,\mathbb {C} )}, dans Mathematische Annalen, Vol. 361, n°1, 2015, p. 191–210.